# آوتارانوتس
آوتارانوتس (ارمنی: Ավետարանոց)؛ چاناقچی (ترکی آذربایجانی: Çanaqçı) یک منطقهٔ مسکونی در جمهوری آرتساخ است که در استان آسکران واقع شده‌است. آوتارانوتس  ۱٬۰۳۹ نفر جمعیت دارد.